# Vega Poniente
La Vega Poniente o Vega Chica, antes Mercado Municipal de Santiago, es un mercado chileno ubicado en la comuna de Santiago. Es, después de Lo Valledor y la Vega Central, el tercer centro de abastecimiento de productos agrícolas para las ferias libres de Santiago de Chile, concentrando un 2% de las transacciones.
Fue fundada en 1926 en el barrio San Vicente, y está cercano al Club Hípico de Santiago y al Parque O'Higgins.